# Karl Schäfer
Karl Martin Alois Schäfer (ur. 17 maja 1909 w Wiedniu, zm. 23 kwietnia 1976 tamże) – austriacki łyżwiarz figurowy, startujący w konkurencji solistów. Dwukrotny mistrz olimpijski z Lake Placid (1932) i Garmisch-Partenkirchen (1936), uczestnik igrzysk olimpijskich (1928 – zarówno letnich jak i zimowych), 7-krotny mistrz świata (1930–1936), 8-krotny mistrz Europy (1929–1936) oraz 7-krotny mistrz Austrii (1929–1934, 1936). Po zakończeniu kariery amatorskiej w 1936 roku występował w rewiach łyżwiarskich oraz został trenerem łyżwiarstwa w Stanach Zjednoczonych i Austrii.
W latach 1974–2008 rozgrywane były zawody łyżwiarskie Memoriał Karla Schäfera.

## Biografia
Karl Schäfer naukę jazdy na łyżwach rozpoczął w wieku 11 lat na sztucznym lodowisku w pobliżu swojego wiedeńskiego domu. Właścicielem tego lodowiska był mistrz Europy z lat 1892–1894 Eduard Engelmann. Schäfer ożenił się później z jego córką Christine. Na przełomie lat 20. i 30. zdominował światowe łyżwiarstwo figurowe, zdobywając liczne tytuły mistrzowskie. Jako pierwszy w historii łyżwiarstwa skoczył w 1925 roku podwójnego loopa.
Schäfer był utalentowany muzycznie oraz sportowo. Poza łyżwiarstwem uprawiał również golfa, tenis, piłkę nożną. Schäfer był również pływakiem, kilkakrotnym mistrzem Austrii w stylu klasycznym. Reprezentował Austrię w pływaniu na 200 m stylem klasycznym na Letnich Igrzyskach Olimpijskich 1928 i odpadł w półfinale.

## Osiągnięcia
Łyżwiarstwo figurowe
| Zawody               | 1927           | 1928           | 1929           | 1930           | 1931           | 1932           | 1933           | 1934           | 1935           | 1936           |                |                |                |                |                |                |                |
| Międzynarodowe       | Międzynarodowe | Międzynarodowe | Międzynarodowe | Międzynarodowe | Międzynarodowe | Międzynarodowe | Międzynarodowe | Międzynarodowe | Międzynarodowe | Międzynarodowe | Międzynarodowe | Międzynarodowe | Międzynarodowe | Międzynarodowe | Międzynarodowe | Międzynarodowe | Międzynarodowe |
| -------------------- | -------------- | -------------- | -------------- | -------------- | -------------- | -------------- | -------------- | -------------- | -------------- | -------------- | -------------- | -------------- | -------------- | -------------- | -------------- | -------------- | -------------- |
| Igrzyska olimpijskie |                | 4              |                |                |                | 1              |                |                |                | 1              |                |                |                |                |                |                |                |
| Mistrzostwa świata   | 3              | 2              | 2              | 1              | 1              | 1              | 1              | 1              | 1              | 1              |                |                |                |                |                |                |                |
| Mistrzostwa Europy   | 3              | 2              | 1              | 1              | 1              | 1              | 1              | 1              | 1              | 1              |                |                |                |                |                |                |                |
| Krajowe              |                |                |                |                |                |                |                |                |                |                |                |                |                |                |                |                |                |
| Mistrzostwa Austrii  | 2              | 2              | 1              | 1              | 1              | 1              | 1              | 1              |                | 1              |                |                |                |                |                |                |                |

## Nagrody i odznaczenia
- Światowa Galeria Sławy Łyżwiarstwa Figurowego – 1976[6]